# Yolande Moreau

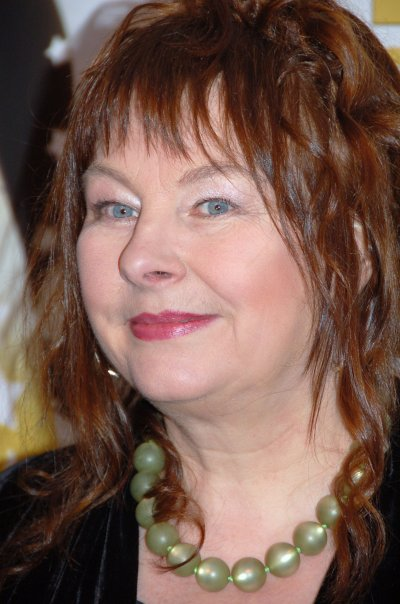

Yolande Moreau (Brussel, 27 februari 1953) is een Belgische actrice en regisseuse.
Ze ontving drie Césars: een voor de Beste debuutfilm (in 2005, Quand la mer monte...) en twee als Beste actrice (in 2005 voor Quand la mer monte... en in 2009 voor Séraphine).  Voor deze laatste rol werd ze ook genomineerd voor Beste actrice voor de Europese filmprijzen 2009.
Yolande Moreau is de dochter van een Waals houtverkoper en een Vlaamse huismoeder. Ze woont in de buurt van het Franse Vernon.

## Filmografie

### Als actrice
- 1984: Sept pièces, s.d.b., cuisine van Agnès Varda (kortfilm): een meid
- 1985: Sans toit ni loi van Agnès Varda: Yolande, de meid
- 1993: Germinal van Claude Berri: La Levaque
- 1995: Le bonheur est dans le pré van Étienne Chatiliez: Lucette
- 1995: Les Trois Frères van Didier Bourdon en Bernard Campan: De eigenares van de PMU
- 1996: Tout doit disparaître van Philippe Muyl: Irène
- 1996: La Belle Verte van Coline Serreau: de broodbakster
- 2001: Le Fabuleux Destin d'Amélie Poulain van Jean-Pierre Jeunet: Madelaine Wallace
- 2001: Le Lait de la tendresse humaine van Dominique Cabrera: Babette
- 2002: Bienvenue chez les Rozes: de meid
- 2003: Corps à corps: de onderwijzeres
- 2004: Folle embellie van Dominique Cabrera: Hélène
- 2004: Quand la mer monte... van zichzelf en Gilles Porte: Irène
- 2005: Bunker Paradise van Stefan Liberski: Claire
- 2005: Ze Film van Guy Jacques: de Kodak-vrouw
- 2005: Le Couperet van Costa-Gavras: La préposée de la poste
- 2005: Les Vacances de Noël van Jan Bucquoy: ze speelde zichzelf
- 2006: Paris, je t'aime: de mimespeelster
- 2006: Enfermés dehors van Albert Dupontel: Gina
- 2006: Je m'appelle Élisabeth van Jean-Pierre Améris: Rose
- 2006: Vous êtes de la police ? van Romuald Beugnon: Christine Léger
- 2007: Une vieille maîtresse van Catherine Breillat: de gravin d'Artelles
- 2008: Séraphine van Martin Provost: Séraphine de Senlis
- 2008: Musée haut, musée bas van Jean-Michel Ribes: Mevrouw Stenthels
- 2008: Louise-Michel van Benoît Delépine en Gustave Kervern: Louise
- 2009: La Véritable Histoire du chat botté, tekenfilm van Pascal Hérold, Jérôme Deschamps en Macha Makeïeff: stem van de koningin
- 2009: Micmacs à tire-larigot van Jean-Pierre Jeunet: Tambouille
- 2010: Mammuth van Benoit Delépine en Gustave Kervern: Catherine
- 2012: Dans la maison van François Ozon: de tweeling
- 2015: Le Tout Nouveau Testament van Jaco Van Dormael: de vrouw van God
- 2016: Une vie van Stéphane Brizé: Barones Adélaïde Le Perthuis des Vauds
- 2019: Cleo van Eva Cools: Jet
- 2020: La Bonne Épouse van Martin Provost : Gilberte Van der Beck
- 2020: Zaï zaï zaï zaï van François Desagnat : Jeanne Weber
- 2020: Les Sans-dents van Pascal Rabaté : Calamity
- 2022: En même temps van Benoît Delépine en Gustave Kervern : Madame Bianca
- 2022: L'Envol van Pietro Marcello : Yolande
- 2023: Le Principal van Chad Chenouga : Estelle
- 2023: La Fiancée du poète : Mireille Stockaert
- 2023: Captives van Arnaud des Pallières : Camomille

### Als regisseur
- 2004: Quand la mer monte... (samen met Gilles Porte)
- 2013: Henri
- 2016: Nulle part, en France (tv-documentaire)
- 2023: La Fiancée du poète